# Viola da braccio

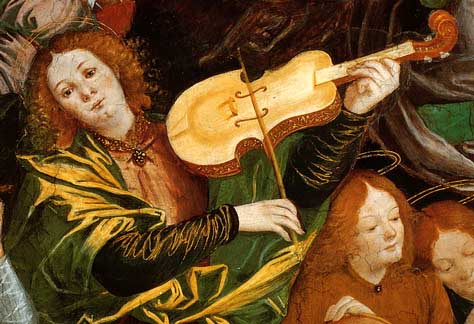
Viola da braccio auf einem Fresko von Gaudenzio Ferrari in Santa Maria dei Miracoli, Saronno (um 1535)

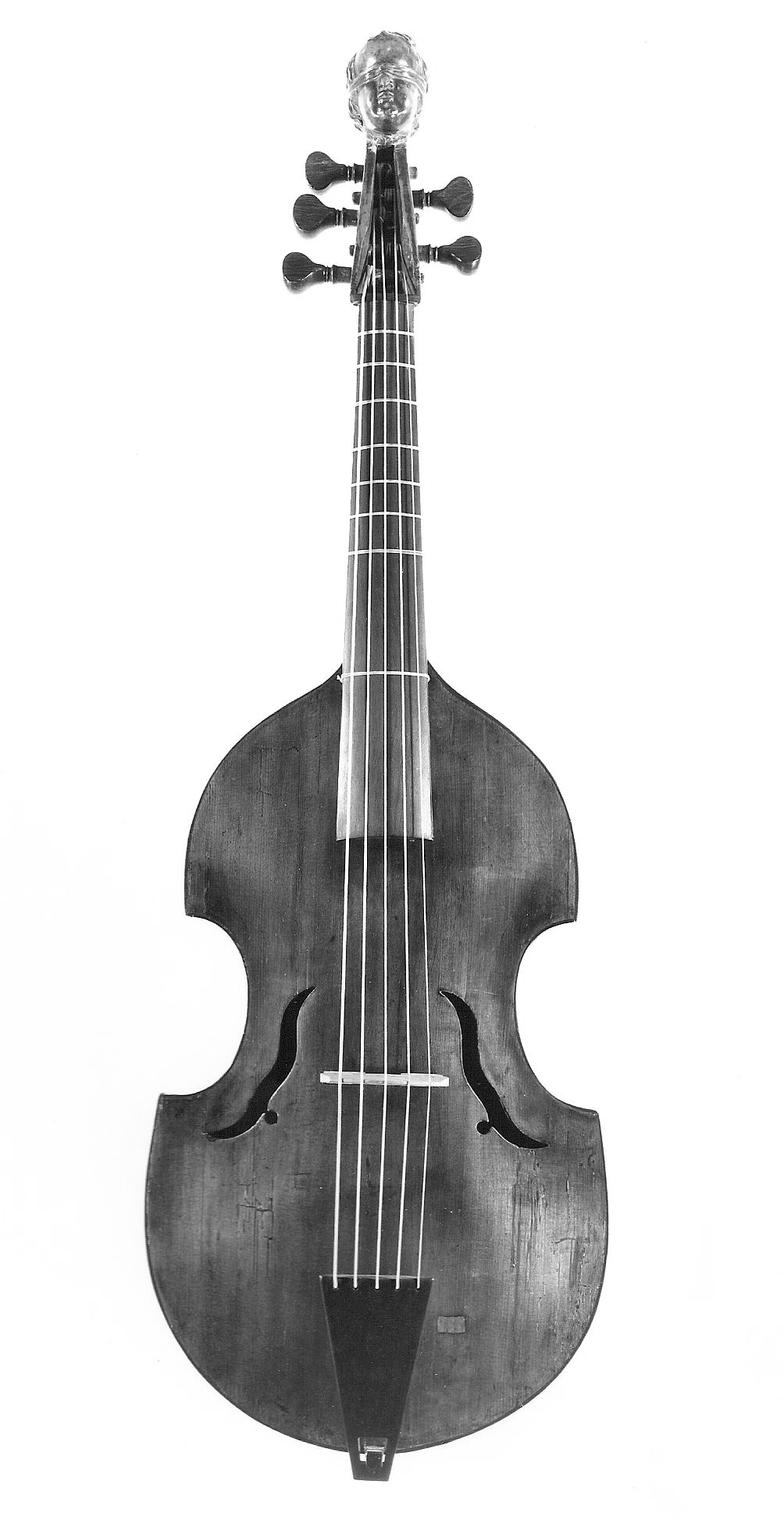
Viola da braccio, Mitte 18. Jh., im Metropolitan Museum of Art

Viola da braccio („Armgeige“, von italienisch viola „Geige“ und braccio „Arm“, Plural Viole da braccio) ist die Sammelbezeichnung für die Familie der im 16. Jahrhundert aufkommenden Streichinstrumente in Violinform. Sowohl der Name der heutigen Bratsche als auch deren italienische Bezeichnung Viola leiten sich vom ursprünglichen Namen Viola da braccio ab. Der Name bezieht sich auf die Armhaltung dieser Instrumente im Gegensatz zu den Instrumenten der Viola-da-gamba-Familie, die zwischen den Knien gehalten werden. Eine Ausnahme bildet das Bass-Instrument der Viola da braccio, welches ebenfalls zwischen den Knien gehalten wird, allerdings ohne Bodenstützung und „Stachel“ wie beim heutigen Violoncello.

## Viola da braccio und Viola da Gamba
Die Familien der Viola da braccio und der Viola da gamba unterscheiden sich sowohl bezüglich der Bauart in Größe und Form, der  Saitenstimmung (Viola da braccio in Quintstimmung – Viola da gamba in Quartstimmung) als auch spieltechnisch in Haltung (Viola da braccio = Armhaltung, Ausnahme: Bass-Viola da braccio – Viola da gamba = Kniehaltung mit Bodenstützung) sowie in der Bogenhaltung (Viola da braccio = Oberbogengriff – Viola da gamba = Unterbogengriff).

## Geschichte und Entwicklung
Es gab über die Jahrhunderte in der Geschichte der Violinen- und Gamben-Familien eine ständige Weiterentwicklung bis zur heutigen Form der modernen Instrumente, die uns als Geige/Violine, Bratsche/Viola und Violoncello bekannt sind. Der Kontrabass jedoch hat sich sowohl aus dem Violone als auch aus der Bass-Viola da gamba entwickelt.
Die ersten Instrumente der Viola da braccio-Familie wurden in Italien ab etwa 1530 gebaut.
Nach der Frühform mit drei Saiten entwickelte sich das viersaitige Instrument in ein solches ohne Saitenbünde mit einer Stimmung in Quinten. Man bezeichnet in dieser Familie die Instrumente verschiedener Größen und Stimmungen als Sopran-, Alt-, Tenor- und Bass-Viola da braccio.
Das Altinstrument in der Stimmung c – g – d1 – a1 ist vergleichbar mit der heutigen Bratsche. Die Tenor-Viola wurde im 16. Jahrhundert zunächst wie die Alt-Viola auf c – g – d1 – a1 und später tiefer auf G – d – a – e1 gestimmt. Die Sopran-Viola mit ihrer Stimmung auf g – d1 –a1 – e2 entspricht der heutigen Geige/Violine. Das Bassinstrument mit der Stimmung auf B’ – F – c – g entwickelte sich dann im weiteren Verlauf immer mehr zum heutigen Violoncello mit der Saitenstimmung C – G – d –a.